# Фред Каннинг
Альфре́д Ка́ннинг — заметный персонаж сказочного цикла А. М. Волкова о Волшебной стране. Действует в книгах «Семь подземных королей», «Огненный бог Марранов» и «Тайна заброшенного замка»; также упоминается в книге «Жёлтый туман».

## Фред Каннинг в книгах Волкова
Фред — сын Билла и Кэт Каннингов, троюродный брат Элли и Энни Смит. По возрасту Фред на два года старше Элли а значит на двенадцать старше Энни. Долгое время с отцом и матерью путешествовал по Соединённым Штатам, пока в конце концов Каннинги не осели в Айове, где отец Фреда устроился работать пастухом на одной из ферм.
Вскоре после этого по приглашению Билла к Каннингам приехала погостить Элли, недавно вернувшаяся из своего второго путешествия в Волшебную страну, и Фред, узнавший о её приключениях, тоже стал мечтать о том, чтобы попасть в этот чудесный край.
Спустя совсем немного времени желание Фреда сбылось, хотя и при весьма трагических обстоятельствах. Началось с того, что мальчик захотел похвастаться перед Элли, что и в Айове есть интересные места. Он настоял, чтобы Элли выучилась ездить верхом, и затем предложил ей осмотреть одну малоизвестную пещеру, расположенную миль за двадцать от ранчо. Однако когда ребята (в сопровождении пёсика Тотошки) углубились внутрь пещеры, случился обвал и отрезал им путь назад.
Некоторое время дети провели около завала в надежде, что их откопают. Однако ожидание грозило затянуться или закончиться новым обвалом, поэтому в конце концов Фред решил, что надо отправиться вперёд по лабиринту подземных коридоров в поисках другого выхода наружу. Положение осложнялось тем, что запас провизии и лучины быстро таял — путникам грозила голодная смерть в вековом мраке подземелья.
Путешествие длилось много суток. В какой-то момент Фред и Элли добрались до подземной реки и дальше уже плыли на лодке (складная байдарка из тонкой парусины имелась в чемодане у Фреда). Ребята пережили немало приключений, и в конце концов река принесла их в Страну Подземных рудокопов мимо оставленного города Марранов..
Однако рудокопы, известные своей подозрительностью, не отпустили путников наверх, к Страшиле и его друзьям. Фред, Элли и Тотошка стали пленниками семи подземных королей. Коварный Руф Билан, укрывшийся в Пещере от народного гнева, солгал королям, что Элли — могущественная фея, способная вернуть рудокопам ценную Усыпительную воду, источник которой сам же Билан и разрушил незадолго до этого. Таким образом, свобода Элли и Фреда зависела от появления чудесной воды.
Когда верхние жители прознали о том, что короли держат у себя Элли и её брата, возникла угроза масштабной войны за освобождение ребят. Чтобы предотвратить побоище, друг пленённых детей, летописец Арриго организовал побег Фреда. Ночной порой Фред в одежде Подземного рудокопа выбрался на поверхность и вскоре был уже в Изумрудном городе, где передал Страшиле и Дровосеку весть о том, что война против рудокопов — затея безнадёжная. Тогда искусный механик Лестар нашёл способ решить дело миром. И Фред в составе делегации верхних жителей во главе со Страшилой, Дровосеком и Львом спустился в Пещеру, где начались работы по восстановлению разрушенного источника.
Труды Лестара и его помощников увенчались успехом: Усыпительную воду удалось выкачать из глубин земли и Элли с Фредом получили возможность вернуться домой (правда, пары Усыпительной воды подействовали на Фреда так, что он уснул Очарованным сном и Элли пришлось учить Фреда всему заново). Для этого новый Правитель рудокопов Ружеро выделил им дракона Ойххо в качестве лётного транспорта. Фред научился управлять драконом и путешествие закончилось благополучно.
После возвращения к родным Фред окончил школу, потом стал студентом Технологического института, по окончании которого устроился работать инженером на механический завод братьев Осбальдистон в Миннесоте. Ещё учась в институте, Фред сконструировал механических мулов Цезаря и Ганнибала в подарок для младшей сестры Элли — Энни и её друга Тима О’Келли. Удивительные мулы, «питавшиеся» солнечной энергией, помогли Энни и Тиму пересечь Великую пустыню и Кругосветные горы, посетив таким образом заветную страну Эллиного детства.
Во время войны с менвитами инженер Альфред Каннинг вторично посетил Волшебный край, став одним из главных руководителей обороны Изумрудного города. Альфреду же принадлежала первая маленькая победа над менвитами — организовав налёты летучих мышей на лагерь Пришельцев, он заставил их отключить систему сигнализации. Кроме того, Фред соорудил мощнейшую мину, с помощью которой планировалось в случае крайней необходимости взорвать звездолёт Пришельцев и разнести весь Ранавир. Также Фред привёз с собой из Большого мира целый ящик винтовок и два десятка револьверов, которые потом раздал жителям Изумрудного города перед налётом менвитской эскадрильи; впрочем, пускать это оружие в ход не понадобилось.
Страшила Мудрый наградил Фреда орденом «За инициативу!».

## Прообраз
Отдалённым прообразом Фреда Каннинга послужил для Волкова персонаж Зеб из сказки Л. Ф. Баума «Дороти и Волшебник в Стране Оз» (1908). В книге Баума мальчик Зеб сопровождает свою троюродную сестру Дороти (прообраз Элли) в путешествии по огромной подземной стране, куда их забросило после внезапного землетрясения; в итоге дети, пережив множество опасностей и приключений, попадают в Изумрудный город.
Однако, несмотря на множество параллелей между сказкой Баума и «Семью подземными королями» Волкова, по характеру Зеб имеет мало общего с Фредом Каннингом. Если Фред в компании с Элли сразу берёт лидерство в свои руки, занимая позицию старшего брата и защитника, то Зеб наоборот во всём уступает Дороти, как более опытной путешественнице. Фред — смелый, находчивый мальчуган, умеющий постоять за себя; Зеб же всё время робеет, смущается и, в каком-то смысле, сам попадает под опеку Дороти. Да и впоследствии, уже оказавшись в Изумрудном городе, Зеб чувствует себя там лишним и чужим, и поэтому с радостью возвращается в обычный, несказочный мир, несмотря на то, что там он тоже в общем-то никому не нужен: судя по контексту, ближайшим родственником Зеба является его дядя Билл Хагсон, на которого Зеб работает за шесть (в русском переводе — за десять) долларов в месяц и пропитание. Фред же, напротив, становится в Волшебной стране дорогим гостем и другом многих её обитателей. Вернувшись домой, где его ждут любящие родители (Билл и Кэт Каннинги), Фред сохраняет добрую память о Волшебной стране и позднее отправляется туда снова, помочь Страшиле и его друзьям бороться с менвитами. А в промежутке между этими путешествиями — создаёт чудесных механических мулов для Энни и Тима, чтобы ребята тоже смогли посетить край чудес. Зеб же после своего путешествия в Страну Оз больше в книгах Баума не упоминается ни разу.
Как указывает в своей монографии исследовательница творчества Волкова Т. В. Галкина, при создании образа Фреда Волков ориентировался помимо Зеба ещё и на персонаж Тома Сойера американского писателя Марка Твена. Действительно, блуждания Фреда и Элли в тёмном подземелье очень напоминают приключения Тома Сойера и Бекки Тэтчер, которые заблудились в лабиринте переходов внутри конгломерата скалистых пещер и тоже вынуждены были экономить пропитание, лучины, искать дорогу и бояться вполне реальной голодной смерти. В этом смысле текст Волкова оказывается куда ближе к соответствующему фрагменту «Приключений Тома Сойера» Твена, нежели к сказке Баума.

## Критика
Трансформация образа Фреда Каннинга от 3-й к 6-й книге сказочного цикла рассмотрена в статье К. М. Спынь о психологической достоверности персонажей сказок А. М. Волкова.
Вариации именования Фреда Каннинга и ряда других персонажей сказочного цикла исследует С. И. Переверзева как один из принципов разграничения двух миров — Волшебной страны и противопоставленного ей Большого мира, в котором нет места чудесам.

## Возраст и внешность
На момент своего первого путешествия в Волшебную страну Фред как раз перешёл в четвёртый класс. Кроме того, известно, что он был «года на два» старше Элли. Таким образом в период действия книги «Семь подземных королей» Фреду могло быть приблизительно 11-12 лет.
О внешности Фреда достоверно известно, что у него были голубые глаза и тёмные волосы и в школьные годы он был высок ростом.

## В мультипликации
В мультфильме «Волшебник Изумрудного города», снятом в 1974 году по мотивам первых трёх книг Волкова о Волшебной стране, персонаж, соответствующий Фреду Каннингу (мальчик-спутник Элли, попавший вместе с ней в плен к подземным королям) назван Тимом, очевидно под влиянием пары «Энни — Тим» из последующих «волковских» книг.